# Sągnity (przystanek kolejowy)
Sągnity – zamknięty przystanek osobowy a dawniej stacja kolejowa w Sągnitach na linii kolejowej nr 224, w województwie warmińsko-mazurskim, w Polsce. 